# Dichloran-Glyzerin-Agar
Dichloran-Glycerol 18%-Agar (DG18) ist ein Nährmedium mit „geringerem Feuchtegehalt“, das 1980 von A.D. Hocking und I. J. Pitt  entwickelt wurde.  Hiermit kann die Keimzahl von Hefen und Schimmelpilzen bestimmt werden, die auf trockenen Oberflächen vorkommen.
Der Anteil von 18 % Glycerin bindet das Wasser und dient als Kohlenstoff- und Energiequelle. 
Das fördert trockenheitliebende (xerophil) oder osmotolerante Schimmelpilze. Das 
2,6-Dichlor-4-nitroanilin (Dichloran) hemmt schnell wachsende Pilze, so dass auch langsamwachsende Arten nachgewiesen werden können. 
Durch den Zusatz von Chloramphenicol wird das Bakterienwachstum gehemmt.